# Manuel Deodoro da Fonseca
Manuel Deodoro da Fonseca, né le 5 août 1827 à Alagoas da Lagoa do Sul (aujourd'hui Marechal Deodoro) et mort le 23 août 1892 à Rio de Janeiro, est un militaire et homme d'État brésilien. Il proclame en 1889 la république des États-Unis du Brésil, dont il est chef du gouvernement provisoire du 15 novembre 1889 au 26 février 1891, puis le premier président de la République du 26 février au 23 novembre 1891.

## Biographie

### Carrière militaire
Il suit des cours d'artillerie à l'école militaire de Rio de Janeiro, où il termine ses études en 1847.
Sa carrière militaire commence par la répression de la révolte de Praieira à Pernambouc en 1848, révolte vue comme la partie brésilienne du Printemps des peuples européen de 1848. Il connaît l'action durant la révolte de Pernambouc en 1848 et la guerre de la Triple-Alliance en 1864 - 1870. Il est nommé premier lieutenant en 1852 et capitaine en 1856. Il devient maréchal de camp en 1884, avant d'être élevé à la dignité de maréchal. Son courage personnel, sa compétence militaire et son style viril en font une légende nationale.

### Engagement politique
En 1886, alors qu'il exerce brièvement les fonctions de gouverneur du Rio Grande do Sul, Deodoro da Fonseca est courtisé au sein de la société du café de São Paulo par des intellectuels républicains comme Benjamin Constant ou Rui Barbosa.
En 1886, prévenu que le gouvernement impérial ordonne l'arrestation des principales figures républicaines, Deodora da Fonseca part à Rio de Janeiro et prend la tête d'une faction armée favorable à l'abolition de l'esclavage.

### Chef de file du coup d'État militaire de 1889
À cause de son prestige, il est à la tête du coup d'État militaire qui dépose l'empereur Pierre II le 15 novembre 1889. Il dirige le gouvernement provisoire qui met en place une Assemblée constituante qui doit rédiger une nouvelle constitution pour les États-Unis du Brésil. Néanmoins, il ne tarde pas à entrer en conflit avec les chefs républicains civils.

### Premier président de la République

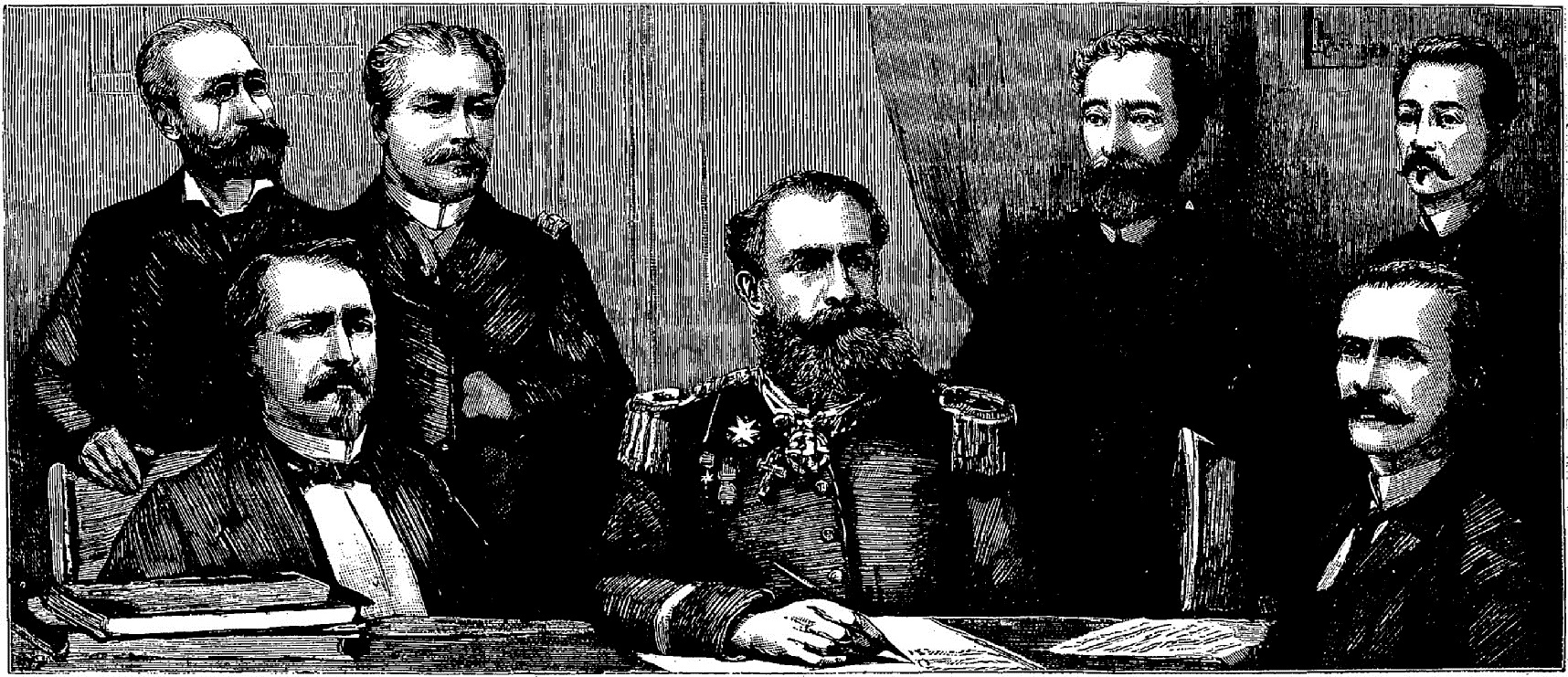
Le nouveau ministère : docteur Aristides Lobo, ministre de l'Intérieur ; Eduardo Vandenkolk, ministre de la Marine ; le lieutenant-colonel Benjamin Constant, ministre de la Guerre ; le maréchal Deodoro da Fonseca, président de la République ; Quintino Bocaiúva, ministre des Affaires étrangères ; docteur Demétrio Ribeiro, ministre de l'Agriculture ; docteur Ruy Barbosa, ministre des Finances.

Il est néanmoins élu président le 25 février 1891 par une majorité étroite, soutenue par une pression exercée sur l'Assemblée par l'armée. Le lendemain, il prête serment au palais de Saint-Christophe, ancienne résidence impériale de Rio de Janeiro.

### Tensions politiques et démission
Le gouvernement de Deodoro da Fonseca, divisé par l'animosité personnelle et politique entre le président et le vice-président, Floriano Peixoto, rencontre une forte opposition au Congrès qui mène une politique d'obstruction. La résistance du parlement est renforcée par des décrets présidentiels arbitraires (comme la concession du port de Torres à une compagnie privée) et un fort dirigisme, inspiré de Napoléon III en France. Le Congrès s'associe alors au vice-président et recherche l'appui de l'opinion publique. 
La situation tend alors vers un point de non-retour quand, le 3 novembre 1891, Deodoro da Fonseca dissout le Congrès national et proclame l'état d'urgence. Un groupe de députés s'oppose à cette décision et trouve du soutien parmi les plus haut placés des officiers de la Marine, entre autres l'amiral Custódio José de Melo. Le pays est alors au bord de la guerre civile. Le 23 novembre, le maréchal Deodoro da Fonseca signe une lettre de démission de la présidence et le vice-président Floriano Peixoto lui succède.
Deodoro da Fonseca meurt le 23 août 1892 à Rio de Janeiro. Il a droit à des obsèques officielles avec tous les honneurs militaires et est enterré dans le caveau familial au cimetière de Caju. En 1937, ses restes sont exhumés et transférés dans un mausolée surmonté de sa statue équestre sur la place de Paris à Rio.
Deodoro da Fonseca est l'oncle paternel du maréchal Hermes Rodrigues da Fonseca, 8e président des États-Unis du Brésil.